# Lonec za milijon zlatnikov
Lonec za milijon zlatnikov (丹下左膳余話 百萬両の壺, Tange Sazen Yowa: Hyakuman Ryō no Tsubo) je japonski črno-beli komični film iz leta 1935, ki ga je režiral Sadao Jamanaka, v glavni vlogi pa nastopa Dendžiro Okoči kot ronin Sazen Tange. Zgodba prikazuje iskanje starega lonca z zemljevidom do zaklada po Edu, ki ga brat podari kot poročno darilo, žena pa ga kasneje proda kramarju, preden izvedo za skriti zemljevid. V posesti ga ima mlada sirota, ki jo po smrti očeta ščiti ronin Sazen Tange. Stari lonec, ki si ga liki podajajo, dokler je ničvreden, režiser uporabi za kritiko tedanje razslojene japonske fevdalne družbe. Je eden od le treh preživelih filmov Jamanake, ki jih je posnel 26. Film po senzibilnosti ter odnosu med roninom in siroto spominja na Chaplinov nemi film Deček iz leta 1921. Mark Schilling je film v reviji The Japan Times označil kot najboljšega iz serije filmov o Tangeju Sazenu. Premierno je bil prikazan 15. junija 1935, 1. novembra 2020 pa v restavrirani 4K različici na Mednarodnem filmskem festivalu v Tokiu.

## Vloge
- Dendžiro Okoči kot Tange Sazen
- Kijozo kot Ofudži
- Kunitaro Savamura kot Genzaburo Jagju
- Reisaburo Jamamoto kot Jokiči
- Minoru Takase kot Šigedžu
- Ranko Hanai kot Ogino